# 多薪
《多薪》是一首先秦逸詩，見於《上海博物館藏戰國楚竹書》第四冊。全詩共四章，每章四句，内容為歌頌兄弟之情，風格與《詩經》相仿。根据詩中取興的植物意象推斷，《多薪》是楚地的作品。